# Љубомир Михајловић
Љубомир Михајловић (Београд, 4. септембар 1943) је бивши југословенски фудбалер.

## Клупска каријера

### Партизан
Љуба Михајловић је своју фудбалску каријеру започео у београдском Партизану и од 1961. године је постао стандардни одбрамбени играч прве једанаесторице. Прве сезоне 1961/62 је са шест одиграних утакмица допринео освајању титуле шампиона.
Већ следећих година је играо по двадесет и више првенствених утакмица по сезони. За Партизан је одиграо 164 првенствене утакмице и постигао је два гола. Са Партизаном је освојио укупно три титуле шампиона државе 1961/62, 1962/63 и 1964/65.

### Олимпик Лион
После девет прволигашких сезона у Партизану, Михајловић налази ангажман у иностранству, 1970. године одлази у Француски прволигаш Олимпик из Лиона. У Олимпику проводи наредних седам сезона и осваја један Куп француске 1973. године и још два пута доспева до финала купа али оба пута Лион бива поражен (1971, 1976).
Михајловић је своју играчку каријеру завршио у француском друголигашу Мелун УС у сезони 1977-78, после пуних седамнаест година активног играња.

## Репрезентативна каријера
Михајловић је у периоду од 1966. до 1968. године за репрезентацију одиграо укупно шест утакмица, није успео да постигне ни један гол. Деби за репрезентацију Михајловић је имао 12. октобра 1966. године на пријатељској утакмици против Израела у Тел Авиву. Југославија је победила са 3:1. Последњу утакмицу за репрезентацију Михајловић је одиграо 27. априла 1968. године на пријатељској утакмици против Чехословачке Братислави. Југославија је изгубила са 3:0.
Био је међу изабраницима Рајка Митића који су успели да играју у финалу Европског првенства 1968. године одржаног у Италији. Михајловић је играо на две квалификационе утакмице за Европско првенство а на самом првенству није имао прилике да заигра. Обе утакмице које је играо су биле против репрезентације Француске. Прва утакмица играна 6. априла 1968. године у Марсеју завршена је нерешеним резултатом 1:1. Друга утакмица је играна у Београду и Југославија је поразила Француску високим резултатом од 5:1. Утакмица је одиграна по једном извору пред 47.687 гледалаца., а по другом извору пред 70.000 гледалаца

## Играчка статистика у ФК Партизан
Статистика са Партизановог сајта
| Такмичење                          | Број утакмица | Број голова |
| ---------------------------------- | ------------- | ----------- |
| Првенствене                        | 230           | 2           |
| Интернационалне                    | 61            | 2           |
| Пријатељске                        | 174           | 4           |
| Куп Југославије                    | 14            | 1           |
| Куп европских шампиона             | 14            | 0           |
| Куп сајамских градова              | 6             | 0           |
| Средњоевропски куп                 | 6             | 0           |
| Омладински турнир Ријека, Хрватска | 1             | 0           |
| Турнир кварнерска ривијера         | 1             | 0           |
| Куп Мухамед                        | 2             | 0           |
| Турнир у Мостару                   | 1             | 0           |
| Лига шампиона Југославије          | 2             | 0           |
| Укупно                             | 512           | 9           |